# هوغو كابرال
هوغو (6 سبتمبر 1988 بساو جواو دي ميريتي في البرازيل - ) هو لاعب كرة قدم برازيلي في مركز الهجوم لعب سابقاً في نادي الأخدود السعودي. لعب مع نادي أفاي لكرة القدم ونادي أمريكا ونادي أميريكانو ونادي باهيا ونادي جوينفيل ونادي سيارا ونادي كريسيوما ونادي ماكاي ونادي تومبينس ونادي أولاريا أتلتيكو ونادي فولتا ريدوندا والنادي الرياضي بريميرو باسو فيتوريا دا كونكيستا ونادي ناوتيكو ونادي بانغو أتلتيكو.

## وصلات خارجية
- هوغو (لاعب كرة قدم) على موقع قاعدة بيانات كرة القدم.إي يو (الإنجليزية)
- هوغو (لاعب كرة قدم) على موقع Soccerway.com (الإنجليزية)